# Rifugio Giovanni Pedrotti
Rifugio Rosetta - "Giovanni Pedrotti" nebo jen Rifugio Rosetta či Rifugio Giovanni Pedrotti (německy Rosettahütte) je horská chata provozovaná spolkem Società degli Alpinisti Tridentini (SAT) a nacházející se v nadmořské výšce 2581 m na náhorní plošině v horské skupině Pale di San Martino.

## Historie
Horská chata Rosetta byla postavena v roce 1889 a patří tak k nejstarším horským chatám v majetku SAT. Zvýšený turistický a vysokohorský zájem o Dolomity na přelomu století vedl k prvnímu rozšíření chaty v roce 1896. Další projekt v nedalekém Passo di Rosetta na výstavbu mnohem většího a pohodlnějšího domu se nedostal dál než do fáze plánování a byl zrušen kvůli vypuknutí první světové války .

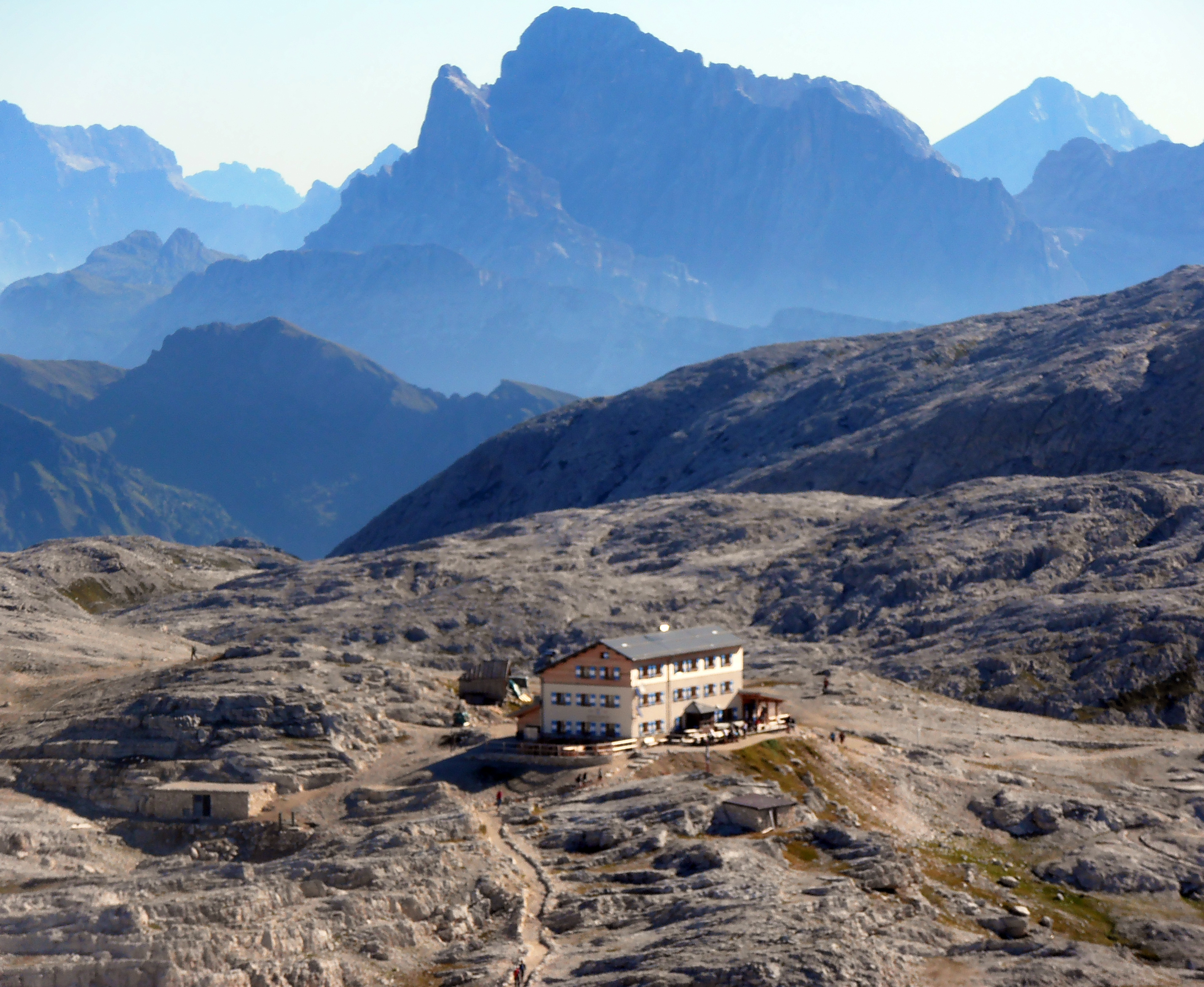
Rifugio Rossetta s náhorní plošinou a horou Monte Civetta v pozadí.

Během války chata vyhořela až na vnější zdi, takže ji SAT musela na konci války znovu postavit. Tato druhá chata měla pouze dvanáct míst na spaní, a aby se vyhovělo obnovenému zájmu o horský svět skupiny Pala, byla chata v roce 1931 rozšířena na přibližně 40 míst. Během druhé světové války však Rifugio potkal stejný osud jako za první světové války o pouhých třicet let dříve, když ji německá vojska v odvetě vypálila 
V roce 1952 byla slavnostně otevřena nyní již třetí budova a název útulny byl rozšířen o jméno třetího předsedy Trentinského alpského klubu SAT, Giovanniho Pedrottiho. S otevřením lanovky Rosetta v roce 1957, jejíž horská stanice stojí mezi Cima della Rosetta a Passo di Rosetta, zaznamenalo Rifugio Rosetta Giovanni Pedrotti další významný rozmach .
V letech 2010 až 2011 bylo útočiště rozsáhle modernizováno, takže jej nyní může být využíváno i v zimě.

## Přístupy
- Od horní stanice lanovky Rosetta, 2600 m po trase 701A, 701 (15 minut).
- Ze San Martino di Castrozza, 1466 m po stezce 701 přes Col Verde a Passo della Rosetta (3 hodiny).
- Ze San Martino di Castrozza, 1466 m po stezce 702 přes Val Roda (3 hodiny 15 minut).
- Z Cant de Gal, 1180 m po stezce 709 (5 hodin)
- Z Gares, 1381 m po stezce 704, 703 přes Val delle Comelle (4 hodiny)
- Z Gares, 1381 m po stezce, 756 přes Val Bona a náhorní plošinu Pale (4 hodiny 30 minut).

## Sousední chaty a přechody
- Na Rifugio Mulaz, 2571 m po stezce 703 za 4 hod.
- K Rifugio Treviso, 1631 m po stezce 707 za 4 hodiny.
- Na Rifugio Pradidali, 2278 m po stezce 702, 715 za 2 hodiny

## Výstupy na vrcholy
- Cima della Rosetta, 2743 m, 30 minut
- Cima Fradusta, 2939 m, 2 hodiny 30 minut
- Cima Corona, 2578 m, 40 minut
- Cimon della Pala, 3184 m, 3hodiny 30 minut
- Cima della Vezzana, 3192 m, 3 hodiny 15 minut